# (394) Arduina
Pour les articles homonymes, voir Arduina.
(394) Arduina est un astéroïde de la ceinture principale découvert par Alphonse Borrelly le 19 novembre 1894.

## Compléments